# Gent Nova (partit polític)
Gent Nova (en rus: Новые люди, romanitzat: Novyye lyudi) és un partit polític de Rússia format a Moscou l'1 de març de 2020. Gent Nova es considera un partit liberal, i els analistes l'han considerat centrista o de centredreta.
Va ser format per Aleksei Netxàiev, el fundador de l'empresa russa de cosmètics Faberlic. Nechayev va ser elegit president del partit durant el segon congrés del partit, celebrat el 8 d'agost del 2020. Alexander Davankov és el cap del comitè executiu del partit.
El 2020, el partit va ingressar en quatre parlaments regionals, obtenint el dret a participar en les eleccions legislatives de 2021 a la Duma Estatal sense recollir signatures. D'aquesta manera, van obtenir el 5,3% dels vots i 15 escons (13 per llista de partit, dos d'ells independents), amb la cinquena posició a la Duma, convertint-se en la primera formació des de 2007 en superar la barrera electoral i formar una nova facció. Posteriorment, han aconseguit més diputats regionals, sumant un total de 34.
El partit recolza a Vladímir Putin i integra el Front Popular Panrús. Ha estat acusat de ser un projecte patrocinat pel Kremlin destinat a atreure simpatitzants del líder opositor empresonat Alekséi Navalni. Tot i això, el 15 de febrer de 2022, la seva facció a la Duma va votar en contra del reconeixement de les Repúbliques Populars de Donetsk i de Luhansk com a estats independents. En un comunicat, el partit va advertir de no posar en perill la pau i les vides humanes en l'escalada del conflicte d'Ucraïna i va acusar el lideratge polític de distreure dels afers interns buscant el conflicte amb altres nacions. No obstant això, més tard el partit va retirar la seva declaració i va proclamar el seu suport a la invasió, la qual cosa va comportar, com altres partits de la Duma, sancions internacionals.
Més recentment, al desembre de 2023 el partit va anunciar la intenció d'unificar-se amb el Partit del Creixement, que faria efectiu al congrés conjunt del 19 d'abril de 2024, integrant-se de facto a Gent Nova.

## Resultats electorals

### Eleccions presidencials
| Any  | Candidat           | 1a volta  | 1a volta | 2a volta | 2a volta | Resultat |
| Any  | Candidat           | Vots      | %        | Vots     | %        | Resultat |
| ---- | ------------------ | --------- | -------- | -------- | -------- | -------- |
| 2024 | Vladislav Davankov | 3,362,484 | 3.90     |          |          | Derrota  |

### Eleccions legislatives
| Any  | Líder           | Vots      | %    | Escons   | +/–                   | Pos. | Govern             |
| ---- | --------------- | --------- | ---- | -------- | --------------------- | ---- | ------------------ |
| 2021 | Alexey Nechayev | 2,997,676 | 5.32 | 13 / 450 |                       | 5è   | Oposició (2021–24) |
| 2021 | Alexey Nechayev | 2,997,676 | 5.32 | 13 / 450 | Suport extern (2024–) | 5è   |                    |